# بیابان قربان‌تونغوت

محل بیابان قربان‌تونغوت در چین.

بیابان قربان‌تونغوت (انگلیسی: Gurbantünggüt Desert) بعد از تکله‌مکان دومین بیابان بزرگ در چین است و دوردست‌ترین نقطه خشکی جهان از دریاها در آن واقع شده است.
قربان‌تونغوت در شمال غرب جمهوری خلق چین و در شمال استان سین‌کیانگ قرار دارد. مساحت آن ۴۸ هزار و ۸۰۰ کیلومتر مربع است و بین ۳۰۰ تا ۶۰۰ متر بالاتر از سطح دریا واقع شده‌است.
میزان بارش سالانه در این بیابان بین ۷۰ تا ۱۵۰ میلی‌متر است. 
در بخش غربی آن چند دریاچه نمک دیده می‌شود از جمله دریاچه‌های مناس و آییلیک.
در دهه ۱۹۵۰ در کناره این بیابان در کارامای ذخیره‌های بزرگی از نفت کشف شد. 